# Зарзіс
Зарзіс (араб. جرجيس) — місто в Тунісі. Входить до складу вілаєту Меденін. Станом на 2004 рік тут проживало 70 895 осіб.

## Назва
- Гергіс (лат. Gergis) — стара латинська назва.